# Óscar López Hernández
Óscar López Hernández, noto anche come Óscar López (Cerdanyola del Vallès, 11 maggio 1980), è un allenatore di calcio ed ex calciatore spagnolo, di ruolo difensore, tecnico della formazione Under-19 del Barcellona.

## Caratteristiche tecniche

### Giocatore
Terzino destro di buona velocità e ottima spinta, ha esordito anche come mediano. Ben dotato di precisione nel tiro era un buon tiratore nei calci piazzati.

## Carriera

### Giocatore
È cresciuto calcisticamente nelle giovanili del Barcellona. Prima di approdare in prima squadra ha disputato 95 partite e segnato 5 reti, con il Barcellona B. Nel 2003 ha esordito nella Liga con i blaugrana di Radomir Antić, nella partita vinta 3-1 contro il Recreativo de Huelva.
Nella stagione 2004-2005 è stato ceduto in prestito e fu il primo acquisto della Lazio del neopresidente Claudio Lotito, dove ha debuttato, sotto la guida del tecnico Domenico Caso, al Giuseppe Meazza di Milano nella finale di Supercoppa italiana persa 3-0 contro il Milan.
Con i biancocelesti, oltre alla finale di Supercoppa Italiana, ha disputato 14 incontri in Serie A, 4 in Coppa UEFA e 2 in Coppa Italia.
Al termine della stagione viene ceduto, sempre in prestito, al Betis Siviglia che, a fine stagione, decide di riscattarlo. Nella stagione 2007-2008 si è trasferito in prestito al Gimnastic Tarragona. Il 4 febbraio 2010, è terminato il suo periodo al Betis Siviglia, quando ha firmato per il Numancia. Dal 2011 è tornato a vestire la casacca biancoverde del Betis per poi trasferirsi nello stesso anno nella squadra olandese del Go Ahead Eagles. Si è ritirato dalla carriera agonistica nel 2012.